# Самарийдивисмут
Самарийдивисмут — бинарное неорганическое соединение
самария и висмута
с формулой Bi2Sm,
кристаллы.

## Получение
- Синтез из чистых веществ:

{\displaystyle {\mathsf {Sm+2Bi\ {\xrightarrow {1412^{o}C}}\ Bi_{2}Sm}}}

## Физические свойства
Самарийдивисмут образует кристаллы
ромбической сингонии, пространственная группа P mmm, параметры ячейки a = 0,642 нм, b = 1,280 нм, c = 1,164 нм, Z = 8,
структура типа лантандивисмута Bi2La
.
Соединение образуется по перитектической реакции при температуре 1412 °C .